# Qal’a-ye Islam, qalb-e Asiya
Qal’a-ye Islam, qalb-e Asiya (persisch قلعه اسلام قلب اسیا Qal’a-ye islām, qalb-e Āsiya, „Festung des Islams, Herz Asiens“) war von 1992 bis 2006 die Nationalhymne Afghanistans.

## Geschichte
Die Nationalhymne war ursprünglich ein aus dem Jahr 1919 stammendes Kampflied der Mudschaheddin und wurde nach deren Sieg über die sowjetisch gestützte Regierung Nadschibullah angenommen. Nach der Eroberung Afghanistans durch die Taliban wurde ihr Gebrauch (vermutlich 1999) infolge des generellen Musikverbotes verboten. Bei der international anerkannten Regierung der sog. Nordallianz in Faizabad blieb das Lied weiterhin Nationalhymne, während es im Islamischen Emirat Afghanistan keine Nationalhymne gab. Nach dem Sturz der Taliban wurde das Lied 2002 (vorübergehend) erneut die Nationalhymne von ganz Afghanistan. Als 2004 die neue afghanische Verfassung in Kraft trat, schrieb diese eine neu geschaffene Nationalhymne für das „neue Afghanistan“ vor, die Namen aller ethnischen Gruppen in Afghanistan sowie die Formel „Allahu Akbar“ enthalten musste. Diese neue Hymne Milli Tharana wurde schließlich im Mai 2006 angenommen.

## Persischer (Dari) Originaltext
قلعه اسلام قلب اسیا جاویدان

ازاد خاک اریا

زادگاه قهرمانان دلیر

سنگررزمنده مردان خدا

الله اکبر الله اکبرالله اکبر الله اکبر

بنداستبدادراازهم گسست

تیغ ایمانش به میدان جهاد

ملت ازاده افغانستان

در جهان زنجیرمحکومان شکست

الله اکبرالله اکبرالله اکبر الله اکبر

پرچم ایمان به بام مابود

سرخط قران نظام ما بود

وحدت ملی مرام مابود

همصداوهمنواباهم روان

الله اکبرالله اکبرالله اکبر الله اکبر

ای وطن درنورقانون خدا

شادزی ازادزی ابادزی

مردم سرگشته راشورهنما

مشعل ازادگی رابرفراز

## Transkription
Qal’a-ye Islam, qalb-e Asiya,

Jawidan azad khak-e Ariya,

Zadgah-e qahramanan-e bozorg,

Sangar-e razmande-ye mardan-e khoda

Allahu akbar, Allahu akbar, Allahu akbar.

Tigh-e imanash be meydan-e jihad,

Band-e estebdad-ra az ham gozast

Mellat-e azade Afghanistan

Dar jehan zanjir-e mahkuman shekest.

Allahu akbar, Allahu akbar, Allahu akbar.

Sar-e khatt-e qur’an nizam-e ma bowad,

Parcham-e iman be bam-e ma bowad,

Ham seda o-ham nawa ba ham rawan,

Wahdat-emelli muram-e ma bowad.

Allahu akbar, Allahu akbar, Allahu akbar.

Shad zey, azad zey, abad zey,

Ey watan dar nur-e qanun-e khoda.

Mash’al-e azadegi-ra bar firaz,

Mardom-e sar-goshte-ra shou rahnama.

Allahu akbar, Allahu akbar, Allahu akbar.

## Deutsche Übersetzung
Festung des Islams, Herz Asiens

Für immer frei, Boden der Arier

Geburtsort der größten Helden

Gefährte der Männer Gottes

Gott ist groß! Gott ist groß! Gott ist groß!

Pfeil seines Glaubens in die Arena des Jihad

Entfernt die Fesseln der Unterdrückung

Die Nation der Freiheit Afghanistan

Bricht die Ketten der Bedrückten/Unterdrückten

Gott ist groß! Gott ist groß! Gott ist groß!

Lasst die Zeilen des Korans unsere Befehle sein

Lasst die Fahne des Glaubens auf unserem Dach sein

Mit den Echos und den Stimmen zusammengehend

Lasst die nationale Vereinigung das sein wonach wir uns bemühen

Gott ist groß! Gott ist groß! Gott ist groß!

Lebt glücklich, lebt frei, lebt und gedeiht/blüht

Oh Heimatland in dem Licht der Gesetze Gottes

Heb das Licht/die Lampe der Freiheit hoch,

Werde Führer der unterdrückten/bedrückten Menschen

Gott ist groß! Gott ist groß! Gott ist groß!